# Gonzalo Galindo
Gonzalo Germán Galindo Sánchez (ur. 20 października 1974 w Cochabambie) – boliwijski piłkarz występujący na pozycji pomocnika. Zawodnik klubu Aurora.

## Kariera klubowa
Galindo zawodową karierę rozpoczynał w 1996 roku w zespole Jorge Wilstermann. Jego barwy reprezentował przez 6 sezonów. W tym czasie wywalczył z nim mistrzostwo Boliwii (2000), wicemistrzostwo Boliwii (1998) oraz Puchar Boliwii (1998). W 2002 roku odszedł do Bolívaru. W tym samym roku zdobył z nim mistrzostwo Boliwii, a w 2004 roku mistrzostwo fazy Apertura.
W 2005 roku Galindo podpisał kontrakt z ekwadorskim zespołem Emelec. Po jednym sezonie spędzonym w tym klubie, odszedł do peruwiańskiej Alianzy Lima. Jednak jeszcze w tym samym roku wrócił do Bolívaru i zdobył z nim mistrzostwo fazy Clausura.
W 2007 roku został graczem drużyny The Strongest. Następnie grał w Realu Potosí, a w 2011 roku przeszedł do Aurory. Zadebiutował tam 16 stycznia 2011 roku w zremisowanym 1:1 meczu rozgrywek boliwijskiej ekstraklasy z CD San José.

## Kariera reprezentacyjna
W reprezentacji Boliwii Galindo zadebiutował w 1998 roku. W 1999 roku został powołany do kadry na Puchar Konfederacji. Zagrał na nim w meczach z Egiptem (2:2) i Arabią Saudyjską (0:0), a Boliwia odpadła z niego po fazie grupowej. 
W 2001 roku wziął udział w Copa América. Na tamtym turnieju, zakończonym przez Boliwię na fazie grupowej, nie wystąpił jednak ani razu. W 2004 roku podczas turnieju Copa América, ponownie zakończonego na fazie grupowej, zagrał w spotkaniach z Peru (2:2) i Wenezuelą (1:1). W meczu z Wenezuelą strzelił także gola.
W 2007 roku Galindo po raz trzeci uczestniczył w Copa América. Na tamtym turnieju, zakończonym przez Boliwię na fazie grupowej, wystąpił w pojedynkach z Wenezuelą (2:2) i Peru (2:2).